# Wanning
Wanning (万宁 ; pinyin : Wànníng) est une ville de la province chinoise insulaire de Hainan. C'est une ville-district administrée directement par la province.

## Démographie
La population du district était de 546 089 habitants en 1999.